# Здание Оренбургского высшего военного авиационного Краснознамённого училища лётчиков
Здание Оренбургского высшего военного авиационного Краснознамённого училища лётчиков — памятник архитектуры второй половины XIX века. Построено для Оренбургской духовной семинарии в 1878—1883 годах. В 1928 — начале 1990-х в нём располагалось высшее военное училище лётчиков, которое окончил первый космонавт Ю. А. Гагарин.

## Из истории Духовной семинарии
Здание Оренбургской духовной семинарии построено в русском стиле во второй половине XIX века.
Открытие семинарии состоялось 16 августа 1884 года. Ректором был назначен протоиерей Феодор Алексеевич Дмитровский из Уфы.
26 августа 1884 года состоялось освящение домовой церкви при Оренбургской Духовной семинарии.
В 1889 году семинарское правление приступило к строительству водопровода.
В 1914 году началась Первая мировая война. В верхнем этаже образцовой школы при семинарии было решено открыть лазарет для раненых.
Вскоре под военный госпиталь пришлось уступить всё помещение семинарии. С 28 января 1915 года там разместились два эвакуационных госпиталя: № 123 (наверху — для военнопленных) и № 124 (сначала тоже для военнопленных, а потом, с лета 1916 года, для своих солдат).

В 1917—1919 годах Оренбург находился в эпицентре гражданской войны. До 17 января 1917 года Оренбург находился в руках казачьего войска.
Вторую и четвертую сотню полка Оренбургского казачьего Войска разместили в здании семинарии, а 124-й госпиталь был закрыт. На семинарском дворе в саду были устроены конюшни. В декабре и второй госпиталь № 123 был закрыт. Все казаки из 4-го Запасного казачьего полка уехали.
С 1 февраля 1918 года занятия начались в самом здании семинарии. Всего собралось две трети воспитанников.
В 1918—1919 годах город неоднократно занимали то большевики, то их противники.
В 1919 году семинария была закрыта.

## При Советской власти
В 1920 году декретом ВЦИК и СНК была образована Киргизская АССР(в составе РСФСР). Оренбург до 1924 года был её столицей. В этот период в здании бывшей Духовной семинарии работали краевые организации Казахской АССР.
В 1924 году была организована Оренбургская губерния. 13 июля 1925 года Президиум ВЦИК здание бывшей Духовной семинарии закрепил за краевыми организациями КАССР.
В семинарии находился зоотехникум, а после выезда его в Алма-Ату здание семинарии занял Педагогический Институт Народного Образования.
По постановлению ВЦИК РСФСР от 1 сентября 1926 года здание бывшей Духовной семинарии в числе других было отдано военному ведомству.
Здания на Советской, 1 (бывшей Николаевской) с 15 мая 1928 года передавались военному училищу, переведенному из Серпухова (впоследствии Военное авиационное училище летчиков).
Здесь учился первый в мире лётчик-космонавт Юрий Гагарин (1955—1957). Он с теплотой вспоминал Оренбург и говорил : «Многое дал мне Оренбург — семью и власть над самолетом…».
В 90-х годах двадцатого столетия училище было расформировано, помещения его заняла выведенная из Прибалтики Военно-Транспортная дивизия.
С 2003 года нежилые помещения бывшего училища были переданы местными властями в федеральную собственность и находились в ведении Министерства обороны РФ. Сейчас в здании находятся Музей космонавтики (структурное подразделение Музея истории Оренбурга), ГБОУ «Оренбургская кадетская школа-интернат имени И. И. Неплюева» и Оренбургская духовная семинария (часть здания возвращена РПЦ).
В 2013 году прокуратурой г. Оренбурга возбуждено уголовное дело за несохранение памятника истории и культуры — здания Оренбургского высшего военного лётного училища — по ст. 243.1 УК РФ (нарушение требований сохранения объекта культурного наследия, повлёкшее по неосторожности его повреждение в крупном размере).